# Raymond Van Aerde
Raymond Joseph Justin Van Aerde (Mechelen, 4 juni 1876 – aldaar, 16 maart 1944) was een Vlaams musicoloog en stadsarchivaris.
Hij werd geboren binnen het gezin van apotheker Gustave Jean Antoine Van Aerde en Sylvie Colette Imschoot. Hij huwde Leontine Bodart, er kwamen geen nakomelingen.
Na een studie aan het plaatselijk Sint-Romboutscollege, werd hij grotendeels autodidact in de muziekgeschiedenis. In 1906 werd hij lid van de Koninklijke kring voor oudheidkunde, letteren en kunst van Mechelen, toen nog Cercle archéologique, littéraire et artistique de Malines geheten. Hij hield een voordracht over Cypriano de Rore, waarvan later een boek verscheen. Hij onderzocht gegevens na van het plaatselijk leven
Vanaf 1918 werd hij lid van de Raad van Beheer en bibliothecaris van de Muziekacademie van Mechelen, het latere Stedelijk Conservatorium van Mechelen. Hij werd er studieprefect, docent muziekgeschiedenis en docent esthetiek. Hij schreef een monografie over de beiaard van Mechelen en een boek over de instrumentenbouwersfamilie Tuerlinckx. In Les ancêtres flamands de Beethoven bewees hij (mede) dat Ludwig van Beethoven Mechelse voorouders had. Van zijn hand verschenen tevens bijdragen over de geschiedenis van Mechelen, zoals Het oudste policiereglement, dit es de corebrief vander stad van Mechelen. In 1934 werd hij ondervoorzitter van de eerdergenoemde Koninklijke kring en stadsarchivaris. In 1939 legde hij die eerste functie neer, gevolgd door de pensionering in 1941.
Bibliografie (selectie):
- Notice sur la vie & les oeuvres de Cyprien de Rore, illustre musicien malinois de XVIe siecle (1909)
- Ménestrels communaux & instrumentistes divers établis ou de passage a Malines, de 1311 a 1790. L & A Godenne, 1911)
- Les Tuerlinckx, luthiers à Malines (Mechelen, L & A Godenne, 1914)
- Les ancêtres flamands de Beethoven, Préface de Ernest Closson (Mechelen, 1928)

- Gemeinsame Normdatei: 1050671147
- International Standard Name Identifier: 0000 0001 1726 7690
- Library of Congress Control Number: n97873910
- Nederlandse Thesaurus van Auteursnamen: 070935491
- Système universitaire de documentation: 119663880
- Virtual International Authority File: 166806465
- WorldCat: E39PBJmhMwpt8Yb8p93HJVHDMP